# Medal of Honor (computerspelserie)
Medal of Honor (MoH) is een serie van computerspellen uitgegeven door Electronic Arts en ontwikkeld door verschillende ontwikkelaars. De serie wordt veel in verband gebracht met de series Call of Duty en Battlefield. Medal of Honor is een van de grondleggers van de first-person shooters (FPS). 
In de Medal of Honor-reeks staat de speler in de meeste gevallen in de schoenen van Amerikaanse soldaten. Daarnaast wordt er soms ook als verzetsstrijder gespeeld.

## Verhaallijnen
Medal of Honor zijn spellen die maar één doel hebben: het verslaan van de vijand. De vijand is in de Medal of Honor-reeksen zeer uiteenlopend, het gaat van het verslaan van Duitse soldaten tot het verslaan van Talibanstrijders in de bergen van Afghanistan.
In het eerste spel is de speler een Amerikaanse soldaat die zo veel mogelijk Duits materiaal moet zien te saboteren, namelijk het verwoesten van onderzeeërs tot het saboteren van treinrails. In het tweede spel (Medal of Honor: Underground) is de speler een vrouwelijke Franse verzetsstrijder die een einde wil maken aan het Nazi-regime en deels ook wraak wil nemen voor de moord op haar broer. De allereerste Medal of Honor was enkel te spelen op de eerste PlayStation. Het tweede spel was ook te spelen op de Game Boy Advance.
In Medal of Honor: Frontline is de speler een Amerikaanse soldaat die de meest verwoestende missie aller tijden meemaakt. Operation Overlord beter bekend als D-Day. De speler maakt in de landingen mee op de stranden van Normandië en gaat zo door tot Parijs bereikt is.
Medal of Honor: Rising Sun was een vernieuwender spel want nu wordt er niet meer in Europa gestreden maar neemt het spel de speler mee naar de tropische eilanden van Japan. Het spel begint met een aanval op Pearl Harbor die de speler dan moet verdedigen. Om de strijd aan te pakken worden soldaten naar Japan gestuurd om daar de vijand uit te schakelen en de overwinning te behalen. De opvolgende Medal of Honor games kwamen allemaal op hetzelfde neer, er werd telkens opnieuw gestreden in grote Europese steden en in het verre buitenland zoals Japan. Het grote verschil met de pc-games en PlayStation spellen was dat de graphics op de pc van veel betere kwaliteit waren waardoor deze ook meer aandacht kregen dan die op andere consoles.
Met de komst van de Medal of Honor reeks op PlayStation 3 kwam er een hele verandering. De graphics waren van nog betere kwaliteit en er kon voor het eerst aan online-gaming worden gedaan. Het vernieuwende aan de eerste Medal of Honor op PlayStation 3 was dat er nu niet meer in de Tweede Wereldoorlog werd gestreden maar wel in het huidige tijdperk. De speler is een Amerikaanse soldaat die opgestuurd wordt in de bergen van Afghanistan om een ontvoerde kompaan van hem te gaan redden. Dit doet hij niet op zijn eentje, Hij krijgt hulp van vier teamgenoten die voor de nodige bescherming zorgen. Dit spel heeft veel kritiek gekregen vanwege de hoge realiteit van het spel en het confronterend materiaal dat getoond wordt.
In de volgende en laatste Medal of Honor reeks wordt de speler meegesleept naar het Midden-Oosten. Een terroristische aanslag vindt plaats op een trein in Spanje met als gevolg dat er vele onschuldige mensen het leven laten. Een topman van het Amerikaans leger zat op die trein maar overleefde de aanslag. De Amerikaanse top laat dit niet zo en zet topmannen in in Pakistan om de verantwoordelijken hiervan te vatten. De speler voert missies uit in Pakistan en gaat zelfs te werk in Somalië.

## Onlinemodus
Alle Medal of Honor-spellen zijn online te spelen, behalve de eerste Medal of Honor en het vervolg Medal of Honor: Underground. Deze twee spellen waren voor de PlayStation. Medal of Honor Underground kwam later ook uit voor de Gameboy Advance. Ook Medal of Honor: Frontline, Medal of Honor: Rising Sun en de GameCube versie van Medal of Honor: European Assault kunnen niet online gespeeld worden. Alle versies die compatibel waren met de computer konden dus online gespeeld werden net als alle Medal of Honors die uitgebracht werden op de PlayStation 3.
Online kan de speler kiezen bij welke kant hij hoort. Hij kan kiezen voor de geallieerden of de asmogendheden, met Amerikaanse of Duitse nationaliteit. Na uitbreidingen zijn ook andere nationaliteiten mogelijk: Brits, Russisch of Italiaans. Er zijn dan verschillende speltypes mogelijk, zoals Team death match, Objective match en Free-for-all.

## Spellen
De Medal of Honor series bevat de volgende spellen:
- Medal of Honor - PlayStation (1999)
- Medal of Honor: Underground - PlayStation (2000)
- Medal of Honor: Allied Assault - pc - (2002)
  - Allied Assault: Spearhead - uitbreiding (2002)
  - Allied Assault: Breakthrough - uitbreiding (2003)
- Medal of Honor: Underground - Game Boy Advance (2002)
- Medal of Honor: Frontline - Xbox, PlayStation 2, GameCube (2002)
- Medal of Honor: Infiltrator - Game Boy Advance (2003)
- Medal of Honor: Rising Sun - Xbox, PlayStation 2, GameCube (2003)
- Medal of Honor: Pacific Assault - pc (2004)
- Medal of Honor: European Assault - Xbox, PlayStation 2, GameCube (2005)
- Medal of Honor: Heroes - PlayStation Portable (2006)
- Medal of Honor: Airborne - pc, Xbox 360, PlayStation 3 (2007)
- Medal of Honor: Vanguard - PlayStation 2, Wii (2007)
- Medal of Honor: Heroes 2 - PlayStation Portable, Wii (2007)
- Medal of Honor - pc, Xbox 360, PlayStation 3 (2010)
- Medal of Honor: Warfighter - pc, Xbox 360, PlayStation 3 (2012)
- Medal of Honor: Above and Beyond - Oculus Rift (2020)[2]

## Ontwikkelaars
| GBA | Game Boy Advance  |
| GC  | GameCube          |
| pc  | Personal Computer |
| PS  | PlayStation       |

| PS2 | PlayStation 2        |
| PS3 | PlayStation 3        |
| PSP | PlayStation Portable |
| Wii | Nintendo Wii         |

| Xbox | Xbox     |
| X360 | Xbox 360 |

| Titel spel                       | DreamWorks Interactive | Rebellion Developments | EA Los Angeles | Netherock Ltd | TKO Software | EA Canada     | Budcat Creations | Danger Close Games | Digital Illusions CE | Respawn Entertainment |
| -------------------------------- | ---------------------- | ---------------------- | -------------- | ------------- | ------------ | ------------- | ---------------- | ------------------ | -------------------- | --------------------- |
| Medal of Honor                   | PS                     |                        |                |               |              |               |                  |                    |                      |                       |
| Medal of Honor: Underground      | PS                     | GBA                    |                |               |              |               |                  |                    |                      |                       |
| Medal of Honor: Frontline        |                        |                        | PS2, Xbox, GC  |               |              |               |                  |                    |                      |                       |
| Medal of Honor: Rising Sun       |                        |                        | PS2, Xbox, GC  |               |              |               |                  |                    |                      |                       |
| Medal of Honor: Infiltrator      |                        |                        |                | PS2, Xbox, GC |              |               |                  |                    |                      |                       |
| Medal of Honor: Pacific Assault  |                        | pc                     |                |               | pc           |               |                  |                    |                      |                       |
| Medal of Honor: European Assault |                        |                        | PS2, Xbox, GC  |               |              |               |                  |                    |                      |                       |
| Medal of Honor: Heroes           |                        |                        |                |               |              | PS2, Xbox, GC |                  |                    |                      |                       |
| Medal of Honor: Vanguard         |                        |                        | PS2, Wii       |               |              |               | PS2, Wii         |                    |                      |                       |
| Medal of Honor: Airborne         |                        |                        | pc, PS3, X360  |               |              |               |                  |                    |                      |                       |
| Medal of Honor: Heroes 2         |                        |                        |                |               |              | PS3, X360     |                  |                    |                      |                       |
| Medal of Honor                   |                        |                        |                |               |              |               |                  | pc, PS3, X360      | pc, PS3, X360        |                       |
| Medal of Honor: Warfighter       |                        |                        | pc, PS3, X360  |               |              |               |                  | pc, PS3, X360      |                      |                       |
| Medal of Honor: Above and Beyond |                        |                        |                |               |              |               |                  |                    |                      | Oculus Rift           |